# Scrapbooking

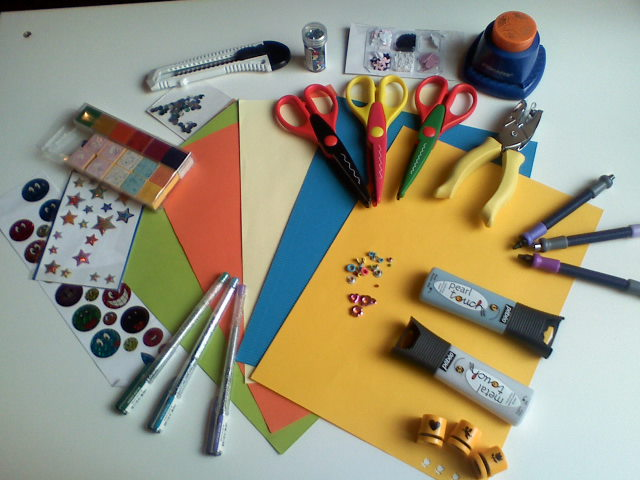
Przykładowy zestaw do scrapbookingu

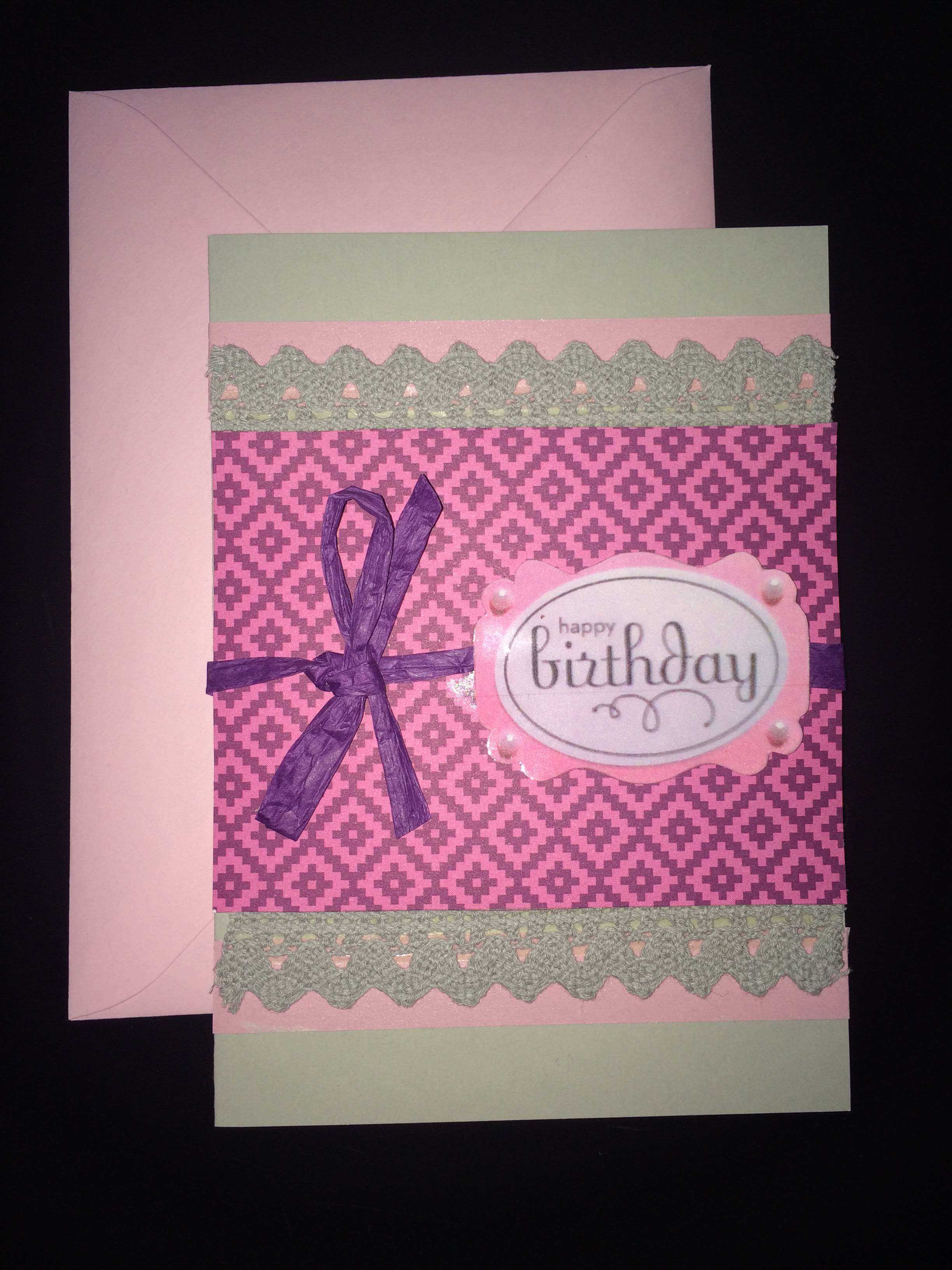
Kartka urodzinowa wykonana techniką scrapbookingu

Scrapbooking – sztuka ręcznego tworzenia i dekorowania albumów ze zdjęciami i pamiątkami rodzinnymi. Nazwa pochodzi od ang. scrapbook, oznaczającego taki album. Natomiast sam wyraz scrap oznacza skrawek.

## Historia
Historycznie scrapbooking był podobnie jak przekazywane ustnie historie sposobem przekazania tradycji i zwyczajów. Formą przekazu było tu nie słowo, a obraz. Po raz pierwszy znalazł zastosowanie, gdy powszechnie dostępny stał się druk, a w szczególności gazety. Pierwszymi znanymi scrapbookerami byli Mark Twain i Thomas Jefferson. Kiedy w powszechnym użytku znalazła się fotografia, zaczęto ją łączyć ze scrapbookingiem. Zaczęły powstawać pierwsze albumy z fotografiami ozdobione ścinkami z gazet oraz notatkami zawierającymi informacje, gdzie zdjęcie było zrobione czy kto na nim jest. Albumy zaczęły przybierać formę pamiętników. Zaczęły się także w nich pojawiać części prywatnej korespondencji.

## Scrapbooking dziś
Scrapbooking jest najpopularniejeszy w swojej kolebce, USA. Swoją popularnością przewyższył tam nawet golfa. W co trzecim gospodarstwie domowym w USA można znaleźć coś zrobionego tą metodą. Obecnie scrapbooking to miliardowy przemysł z coraz to większą ilością produktów. Na całym globie scrapbookerzy stanowią grupę często wymieniającą się za pomocą internetu pomysłami, radami, a także gotowymi projektami.
W latach 90. wielu scrapbookerów otwierało małe sklepiki, próbując zamienić swoje hobby w źródło utrzymania. Niestety, po około 5 latach wiele z tych miejsc zbankrutowało. Pierwszy na świecie sklep poświęcony scrapbookingowi został otwarty przez M. Christensen z Keeping Memories Alive w Spanish Fork w Utah w 1981 roku. Firma istnieje do dzisiaj i jest jedną z najbardziej znanych w branży na świecie. W tym samym czasie zaczęto tworzyć duże firmy, koncerny zajmujące się dostarczaniem materiałów do scrapbookingu. Jedną z pierwszych w Europie jest założony również w 1981 roku Opitec, istniejący w czternastu krajach europejskich. Firmy te zaczęły trafiać do nowej grupy klientów, odbiorców pracujących w domu. Istniejące na rynku firmy zapewniają doskonałą bazę materiałową do wykonywania niepowtarzalnych albumów, które następnie mogą być sprzedawane przez ich wytwórców w niestandardowych kanałach dystrybucji.

## Technika wykonywania
Scrapbooking to przede wszystkim metoda ozdabiania stron albumów fotograficznych. Podstawowymi materiałami do ozdabiania są: kolorowy papier, nożyczki do wycinania profilu, ćwieki, ozdobne nity, urządzenia do ich mocowania, klej. Bardziej wyrafinowane ozdabianie wymaga także: pieczątek dekoracyjnych, farbek i pisaków z efektem Pluster („puchnących”), szablonów, shape cutter, naklejek, dziurkaczy wzorków, kolorowego proszku i podgrzewaczy do embossingu.
Nową formą scrapbookingu jest digital scrapbooking. Coraz częściej zdjęcia w formie cyfrowej umieszczane są na określonym tle, ozdabiane, a następnie całość jest drukowana.
W scrapbookingu nie ma określonych reguł, zasady tworzenia są dowolne. Cześć osób preferuje umieszczanie zdjęcia w centrum, dla innych zdjęcie jest tylko pretekstem do dobrej zabawy na kartach albumów.